# Itō Miyoji
Itō Miyoji est un nom japonais traditionnel ; le nom de famille (ou le nom d'école), Itō, précède donc le prénom (ou le nom d'artiste).
Le comte Itō Miyoji (伊東 巳代治), né le 7 mai 1857 à Nagasaki et décédé à l'âge de 76 ans le 19 février 1934 à Tokyo, est un homme politique japonais de l'ère Meiji.

## Biographie
Itō est issu d'une famille d’administrateurs samouraï de Nagasaki dans la province de Hizen (actuelle préfecture de Nagasaki). Durant ses jeunes années, il montre une excellente maîtrise des langues étrangères. Il commence à travailler pour le gouvernement de Meiji comme traducteur officiel de la préfecture de Hyōgo spécialisé dans l'anglais et est plus tard choisi pour accompagner Itō Hirobumi (aucun lien de famille) en Europe en 1882 pour étudier les constitutions et les structures gouvernementales de différents pays européens, dans le but de réaliser une constitution pour le Japon.
À son retour au pays, il aide Inoue Kowashi et Kaneko Kentarō à rédiger la constitution Meiji avant de devenir membre de la chambre des pairs du Japon.
En 1892, il devient le secrétaire général du Cabinet dans le second gouvernement d'Itō Hirobumi puis est nommé ministre de l'Agriculture et du Commerce en 1898 dans son troisième gouvernement.
À la même époque, Itō Miyoji est également président du journal pro-gouvernement Tokyo Nichinichi Shimbun (l'ancêtre de l'actuel Mainichi Shimbun).
En 1899, Itō Miyoji  devient membre du Conseil privé. En 1907, il est élevé au titre de baron (danshaku) selon le système de pairie kazoku, puis à celui de comte (hakushaku) en 1922.
Dans ses dernières années, Itō tient le gouvernement civil en haleine par son contrôle du Tokyo Nichinichi Shimbun qui enflamme l'opinion publique. Durant la crise financière Shōwa, il entraîne la chute du gouvernement de Wakatsuki Reijirō par une virulente campagne agressive. Il est également très opposé au premier ministre Osachi Hamaguchi pour avoir accepté les propositions de la conférence navale de Londres (en) sur la limitation de l'armement, en désaccord avec les prérogatives de l'empereur.
Itō meurt en 1934. Sa tombe se trouve au Tsukiji Hongan-ji de Tokyo.